# Пухальський Анатолій Васильович
Пухальський Анатолій Васильович (16 липня 1909 —28 лютого 2008) — радянський вчений-селекціонер українського походження.

## Життєпис
Народився 16 липня 1909 року. Син Василя Пухальського, залізничника. У 1924–1927 роках навчався в механічній професійній школі у м.Біла Церква. Після її закінчення працював слюсарем на Яготинському цукровому заводі, пізніше — техніком відділу ентомології на Миронівській селекційній станції. У 1929–1932 роках навчався в Маслівському інституті селекції й насінництва (с. Маслівка, тепер Миронівського району Київської області).
З 1932 року працював на Північно-Східній селекційній станції (тепер Кіровська область, Російська Федерація) — асистентом з селекції злакових трав, керівником групи селекції пшениці, керівником відділу селекції. З 1936 року навчався в аспірантурі під керівництвом К. Фляксбергера. З 1938 року працював науковим керівником і завідувачем лабораторії селекції озимої пшениці Шатиловської селекційної станції (Орловська область, Російська Федерація). З 1942 року призначається її директор. У 1939 році стає кандидатом сільськогосподарських наук.
З 1944 року — головний агроном Орловської області, у 1945 році отримує посаду заступника начальника Головного сортового управління зернових та олійних культур, пізніше стає заступником начальника Головного управління сільськогосподарської пропаганди. У 1952–1954 роках займає посаду директора Всесоюзного селекційно-генетичного інституту імені Трохима Денисовича Лисенка (м.Одеса). З січня 1954 по 1958 рік — заступник міністра сільського господарства Української РСР та начальник Головного управління сільськогосподарської пропаганди і науки (потім головний інспектор по насінництву і сільськогосподарській науці) Міністерства сільського господарства УРСР .
У 1958 році отримує посаду завідувача лабораторії пшениць Московського відділення Всесоюзного інституту рослинництва (ВІР), водночас (1960–1968) є головним вченим секретарем ВАСГНІЛ. У 1971 році захищає дисертацію, стає доктором сільськогосподарських наук. З 1975 року Анатолій Пухальський вже дійсний член ВАСГНІЛ.
У 1970–1971 роках він очолював експедиції науковців-дослідників ВІР до країн Африки (Туніс, Марокко) і Південної Америки (Болівія, Перу, Еквадор) з метою збирання аборигенних форм і сортів картоплі, люпину, кукурудзи, бавовни та інших культур для введення їх у селекційну практику. Також Пухальський в цей же час працює головним редактором журналів «Доклады ВАСХНИЛ» і «Зерновые культуры».
Помер Анатолій Пухальський 28 лютого 2008 року у м. Москва.

## Наукова діяльність
Працював над проблемами селекції, насінництва й сортовипробування зернових культур. Наукові праці: «Сорти сільськогосподарських культур, виведені і репродуковані Північно-Східною селекційною дослідною станцією» (1935 рік), "Пошкодження озимої пшениці й жита грибком «склеротінія» (1937 рік), «Гібридне насіння — могутній засіб підвищення врожайності» (1955 рік), «Коротка історія культури кукурудзи» (1955 рік), «Про районування селекційних робіт» (1963 рік), «Вплив хронічного гама-опромінювання на ріст і розвиток пшениці» (1965 рік), «Селекція й насінництво зернових культур у Франції» (1968 рік), «Нові різновиди пшениці» (1971 рік), «Селекційні центри та їхня роль в інтенсифікації сільськогосподарського виробництва» (1975 рік), «Досягнення селекції зернових і кормових культур» (1979 рік).